# Erythronium pluriflorum
Erythronium pluriflorum är en liljeväxtart som beskrevs av Shevock, Bartel och G.A.Allen. Erythronium pluriflorum ingår i Hundtandsliljesläktet och i familjen liljeväxter. Inga underarter finns listade.